# Commaladera costifera
Commaladera costifera är en skalbaggsart som beskrevs av Frey 1975. Commaladera costifera ingår i släktet Commaladera och familjen Melolonthidae. Inga underarter finns listade i Catalogue of Life.